# Willem de Vlamingh

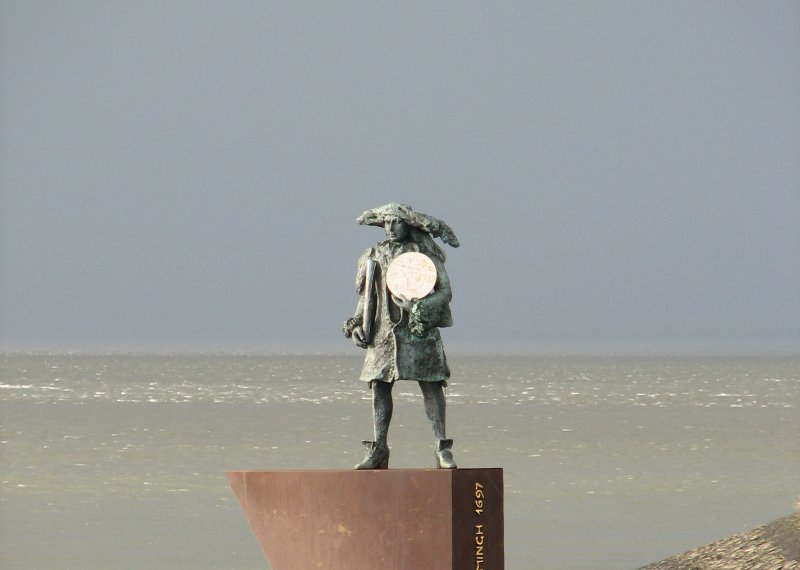
Staty av Willem de Vlamingh på Vlieland.

Willem de Vlamingh, född 28 november 1640 på Vlieland, död omkr. 1698, var en flamländsk sjökapten som utforskade Australiens sydvästra kust under slutet av 1600-talet.
År 1696 lämnade de Vlaminghs expedition Amsterdam för att kartlägga den sydvästra kusten av Nya Holland (nuvarande Australien) till förmån för de skepp som seglade på Indiska oceanen, samt för att söka efter överlevande från fartyget Ridderschap van Hollants förlisning 1694. Tre fartyg stod under hans befäl: flaggskeppet Geelvink samt Nyptangh och Wezeltje.
Den 29 december 1696 upptäckte de Vlamingh ön Rottnest, vilken han namngav efter att ha observerat råttliknande djur, som i själva verket är quokkas, en sorts pungdjur. Den 10 januari 1697 upptäckte han floden Swan River, vilken han namngav efter de svarta svanar som vistas i och omkring floden.